# Minnesota Wild
Minnesota Wild – amerykański klub hokejowy z siedzibą w Saint Paul (Minnesota), występujący w lidze NHL.

## Historia
Klub został założony w 1997 i po trzech latach przyjęty do rozgrywek NHL w sezonie 2000/2001. Wcześniej w latach 1967–1993 w stanie Minnesota funkcjonowała drużyna Minnesota North Stars z położonego nieopodal Saint Paul, Bloomington (następnie została przeniesiona do Teksasu i działa jako Dallas Stars).
Minnesota Wild rozgrywa swoje mecze w obiekcie Xcel Energy Center. Zespół posiada afiliacje w postaci klubów farmerskich w niższych ligach. Tę funkcję pełni Iowa Wild lidze AHL. W przeszłości były to Houston Aeros w AHL oraz Orlando Solar Bears i Bakersfield Condors w ECHL.

## Osiągnięcia
- Mistrzostwo dywizji NHL: 2008

## Zawodnicy
W drafcie 2003 klub wybrał polskiego zawodnika Marcina Kolusza.
Zastrzeżone numery
- 1 – dla kibiców drużyny
- 99 –  Wayne Gretzky (zastrzeżony w całej lidze)